# Laurent Vallet
Laurent Vallet, nacido el 13 de noviembre de 1969, es una personalidad del mundo de los negocios, la cultura y los medios de comunicación.
Presidente del Institut national de l'audiovisuel desde mayo de 2015, fue reelegido para este cargo para un nuevo mandato el 20 de mayo de 2020 en el Consejo de Ministros. Anteriormente dirigió el Institut pour le Financement du cinéma et des industries culturelles (IFCIC) durante trece años.

## Biografía
Licenciado en Sciences Po (1992, sección Servicio público) y en HEC Paris (1991), Laurent Vallet es un antiguo alumno de la ENA (promoción René Char). Dejó en 1995 como administrador civil y se incorporó a la dirección general de Hacienda. En 1999, fue nombrado director financiero de France Télévisions. En 2001 ingresó finalmente en el despacho del Ministro de Economía, Laurent Fabius, donde siguió los asuntos de las empresas culturales, audiovisuales y de prensa.
Al año siguiente, fue nombrado director general del Institut pour le Financement du cinéma et des industries culturelles (IFCIC), donde permaneció durante trece años. En junio de 2013, la ministra de Cultura, Aurélie Filippetti, le encargó la redacción de un informe sobre las relaciones entre los productores y las cadenas de televisión.
En marzo de 2014, cuando Mathieu Gallet dejó Radio France, se postuló para presidente del Institut national de l'audiovisuel (INA). Entonces se prefiere a Agnès Saal. En abril de 2015, esta última dimitió y Laurent Vallet fue designado para sucederla por decreto del 21 de mayo siguiente.

## Premios
- Oficial de la Orden de las Artes y las Letras. Fue ascendido a Oficial el 17 de enero de 2013[7] y luego a Comandante el 12 de marzo de 2019.[8]